# 娄师德
娄师德（630年—699年），字宗仁，郑州原武（今河南原阳县）人。唐高宗、武则天两代大臣。

## 生平
早年以进士及第授江都县尉，揚州長史盧承業很看重他，曰：“子，台輔器也，當以子孫相諉，詎論僚吏哉？”累次迁官至监察御史。高宗上元初年，朝廷召「猛士」以防御吐蕃，他以文官应募，从军向西讨伐，并屡有战功，迁官殿中侍御史兼河源军（今青海乐都西南）司马，知营田事。
武周天授初，升为左金吾将军、检校丰州都督，仍旧知营田事。娄师德主管营田十余年，取得了积谷数百万斛的巨大成就，获得武则天的嘉奖。长寿元年（692年），拜夏官侍郎判尚书事。次年同中书门下平章事。但是不久，武则天认为营田事关重要，又任之为河源、积石（今青海贵德西部）、怀远等地军队及河、兰、鄯、廓等州（今甘肃兰州以西、青海湟源以东地带）的检校营田大使。後又内迁秋官尚书，转左肃政台御史大夫。证圣元年（695年），吐蕃进犯洮州（今甘肃临潭），娄师德统军迎战，兵败，遂被贬为原州员外司马。万岁通天二年（697年），复官为同凤阁鸾台平章事。聖曆元年（698年），迁陇右诸军大使，仍检校河西营田。次年，官为天兵军大总管，依旧充陇右诸军大使，专掌招抚吐蕃事。同年九月卒于会州（今甘肃靖远），追赠凉州大都督，谥号为贞。

## 轶事

### 唾面自干
娄师德前后在边疆总共驻扎了三十余年，以谨慎忍让而闻名。「唾面自乾」的典故即來自师德：
其弟守代州，辞之官，教之耐事。弟曰：“人有唾面，洁之乃已。”师德曰：“未也。洁之，是违其怒，正使自乾耳。”

### 深沉有度
《新唐书》描述娄师德样貌「长八尺，方口博唇」、性情「深沉有度量，人有忤己，辄逊以自免，不见容色」。
娄师德曾与李昭德一同步行，娄师德长得肥胖，不能走快，昭德嫌慢而抱怨：“我被乡巴佬拖累了！”娄师德笑答：“我不做乡巴佬，又有谁做呢？”

### 与狄仁杰
娄师德曾举荐狄仁杰辅政，狄仁杰本人不知道这件事。狄仁杰当上宰相以后，瞧不起师德，曾多次排挤，发派他去任外使。武则天察觉此事后，拿出娄师德举荐狄仁杰的奏章，狄仁杰看后十分惭愧，对别人说：“我被娄公宽容到这个地步，才知道我比他差远了！”

## 后代
子娄思潁，介休令；娄思潁子娄志學，千乗令。娄师德有曾孙娄圖南，二十四代裔孫婁諒。

## 延伸阅读
[在维基数据编辑]
 《舊唐書/卷93》，出自刘昫《舊唐書》
 《新唐書·卷108》，出自《新唐書》